# Afrocanthium
Afrocanthium là một chi thực vật có hoa trong họ Thiến thảo (Rubiaceae).

## Loài
Chi Afrocanthium gồm các loài: